# Montcorbon
Montcorbon település Franciaországban, Loiret megyében. Lakosainak száma 462 fő (2018. január 1.). Montcorbon Courtenay, Douchy, Dicy, Saint-Loup-d’Ordon, Triguères, Villefranche és Douchy-Montcorbon községekkel határos.

## Népesség
A település népességének változása:
| Lakosok száma | 497  | 437  | 384  | 432  | 432  | 461  | 459  | 463  | 467  | 462  |
|               | 1962 | 1968 | 1982 | 1990 | 1999 | 2008 | 2011 | 2013 | 2017 | 2018 |